# Vauxrezis
 Vauxrezis  es una población y comuna francesa, en la región de Picardía, departamento de Aisne, en el distrito de Soissons y cantón de Soissons-Nord.
También se ha usado la denominación Vaurezis.

## Demografía
| 180 | 170 | 184 | 335 | 347 | 355 |
| Para los censos de 1962 a 1999 la población legal corresponde a la población sin duplicidades (Fuente: INSEE [Consultar]) |     |     |     |     |     |